# توکلاتی
توکلاتی (به لاتین: Tuklaty) یک منطقهٔ مسکونی در جمهوری چک است که در شهرستان کولین واقع شده‌است.